# Dichloorfenol
Dichloorfenol (C6H4Cl2O) verwijst naar een groep isomere organische verbindingen:
- 2,3-dichloorfenol
- 2,4-dichloorfenol
- 2,5-dichloorfenol
- 2,6-dichloorfenol
- 3,4-dichloorfenol
- 3,5-dichloorfenol

Als de stofnaam zonder nummering gebruikt wordt, betekent het meestal dat er over een mengsel van de verschillende dichloorfenolen gesproken wordt.